# トウカイコモウセンゴケ
トウカイコモウセンゴケ Drosera tokaiensis (Komiya et Shibata) T.Nakam. et K.Ueda, 1991 はモウセンゴケ科の植物で、いわゆる食虫植物の1つ。モウセンゴケとコモウセンゴケの中間的な形をしており、その正体について様々な議論があったが、現在は両者の交配に由来する独立の種との判断となっている。

## 概説
コモウセンゴケによく似た植物であり、従来は混同されてきた。形態的な差はわずかで、判別は難しい。これがモウセンゴケとの交雑を起源に持つものであり、しかし単なる雑種でないことが核型やDNAの分析で明らかとなっている。その分布域は東海地方から一部近畿地方にまでわたり、いわゆる東海丘陵要素の一つともされる。また葉の形態による区別は困難な場合もあり、また本種とコモウセンゴケとの雑種も報告されており、より区別の困難さを増している。本種は従来はコモウセンゴケとして扱われてきたことも多いと思われ、記録の扱いには注意を要する。ただしその確認は困難と思われる。

## 特長
小型の多年生草本。茎はごく短く、葉は根出状に出てロゼットを形成する。葉は長さ1-2cmほどで、基部はくさび形、つまり次第に狭くなり、葉柄はあまりはっきりしない。葉の表面には一面に長い腺毛があるが、葉柄部からは出ていない。腺毛は赤く、葉身そのものも赤みを帯びる。乾膜質の托葉は深く4つに裂ける。花などはコモウセンゴケとほぼ同じであるが、萼片は狭卵形から卵形である。種子は長さ0.5-0.6mm、幅0.16-0.22mm。

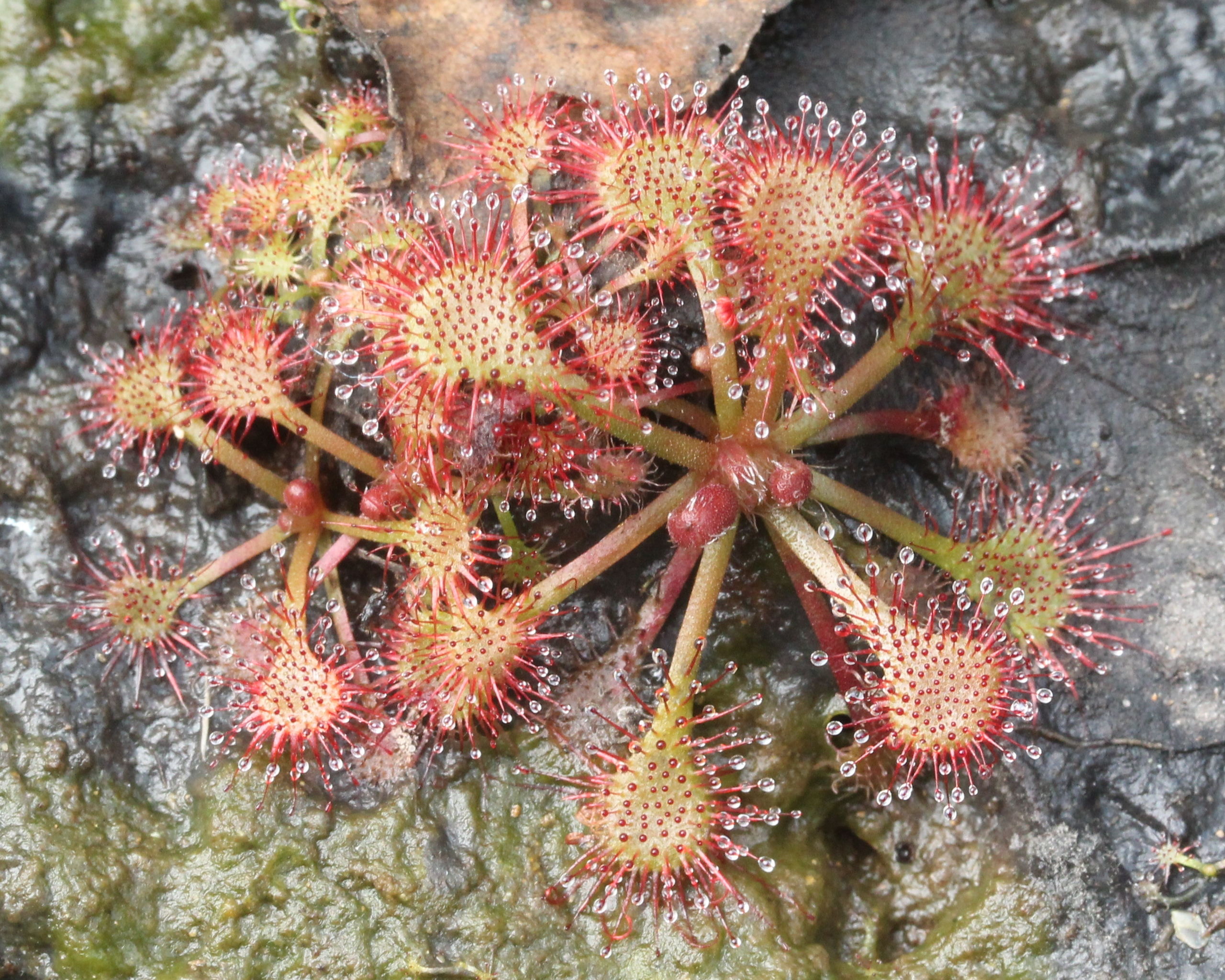
根出しロゼットを作る葉
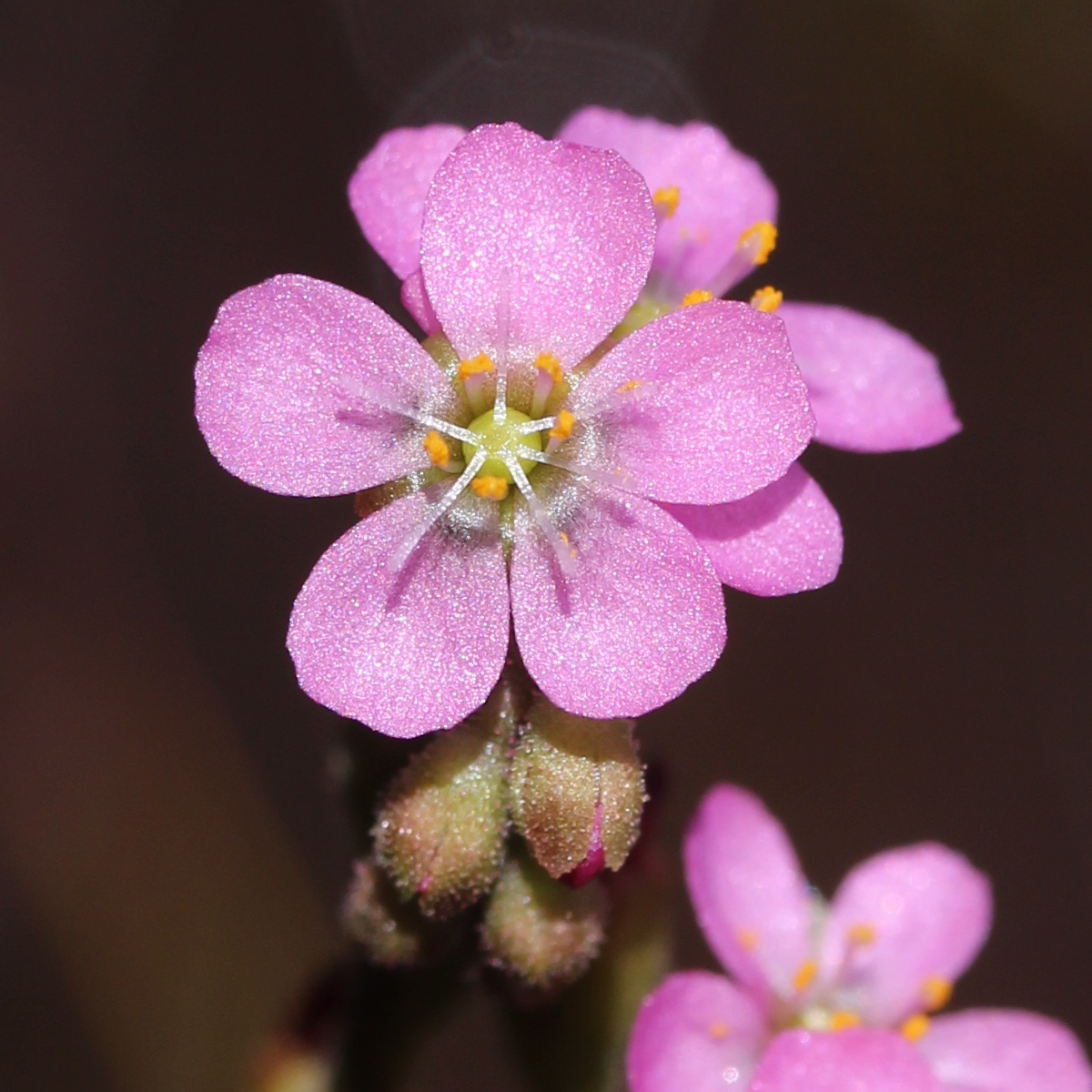
花
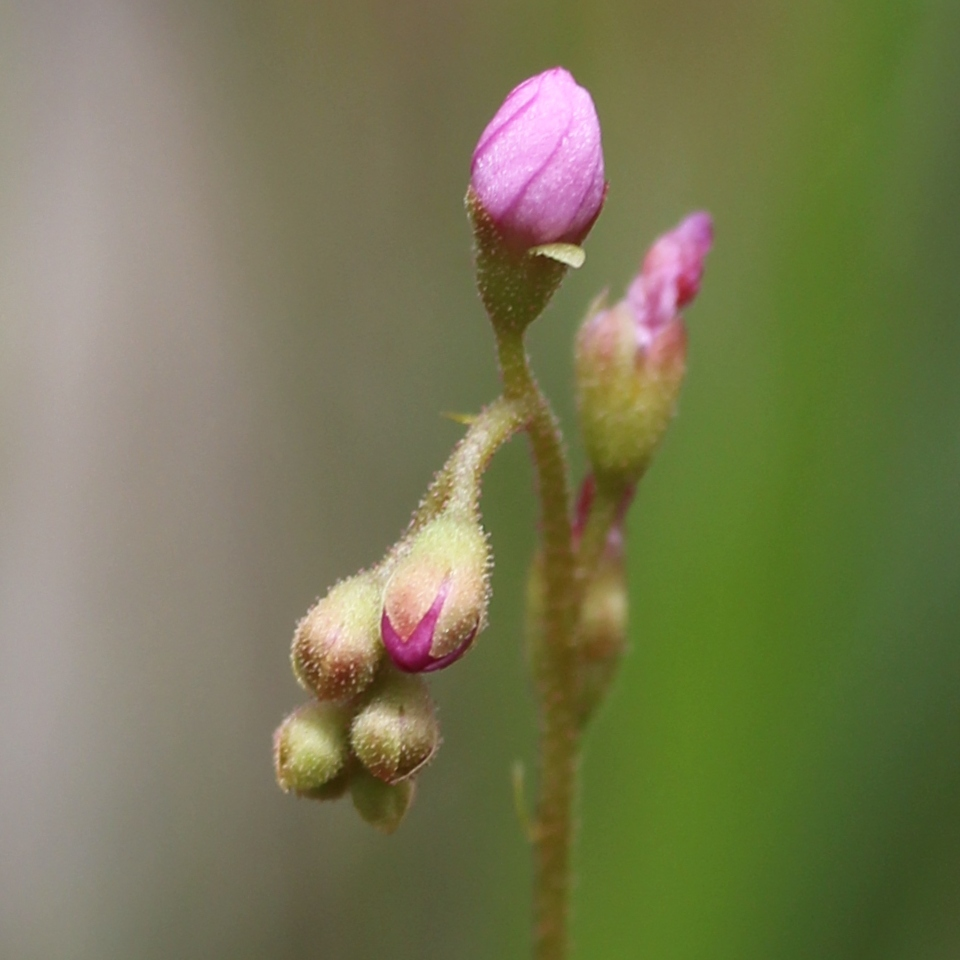
花序の様子 未開花部分は渦巻きになり、開花後はまっすぐになる

## 分布と生育環境

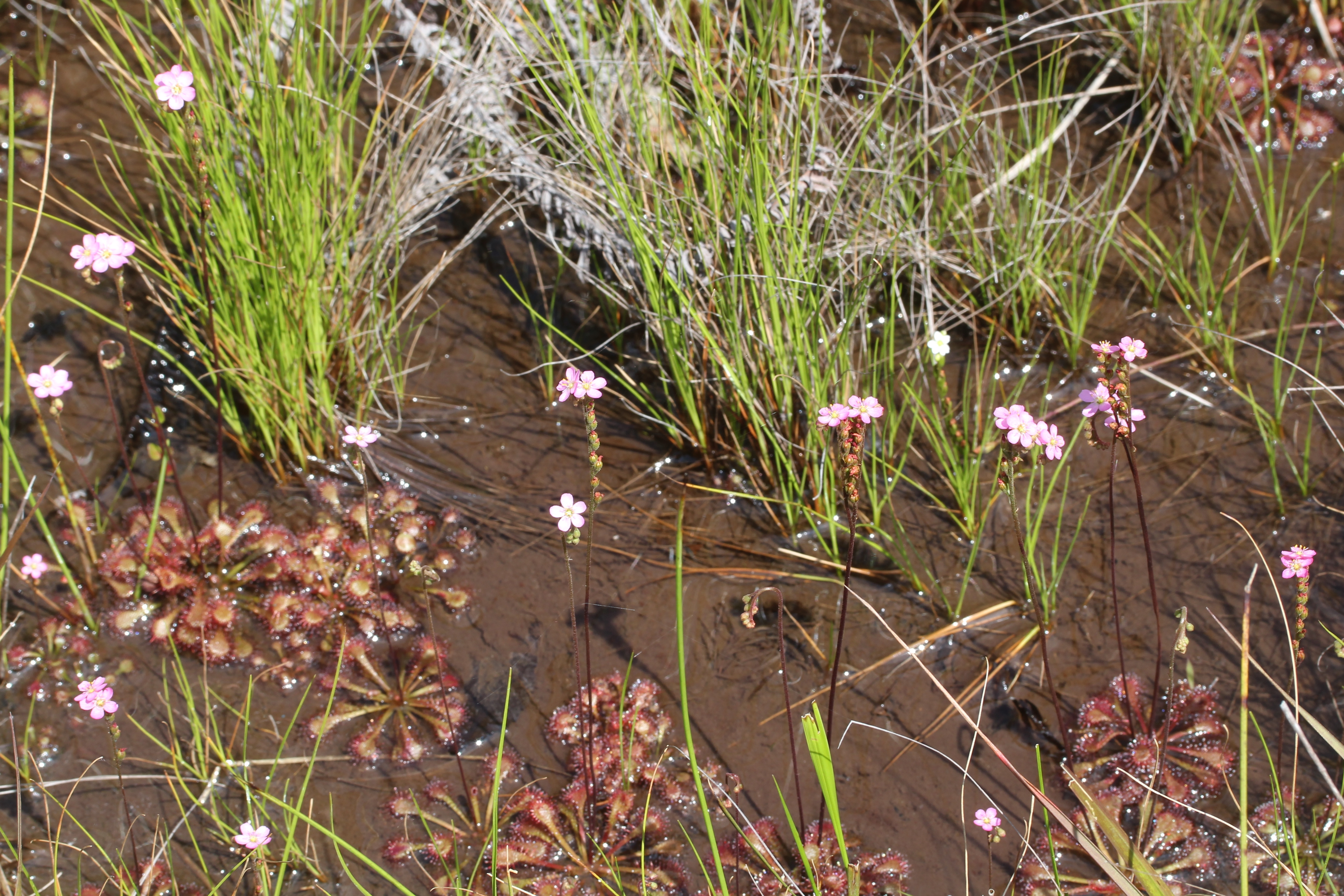
生育環境
水湿地に生える

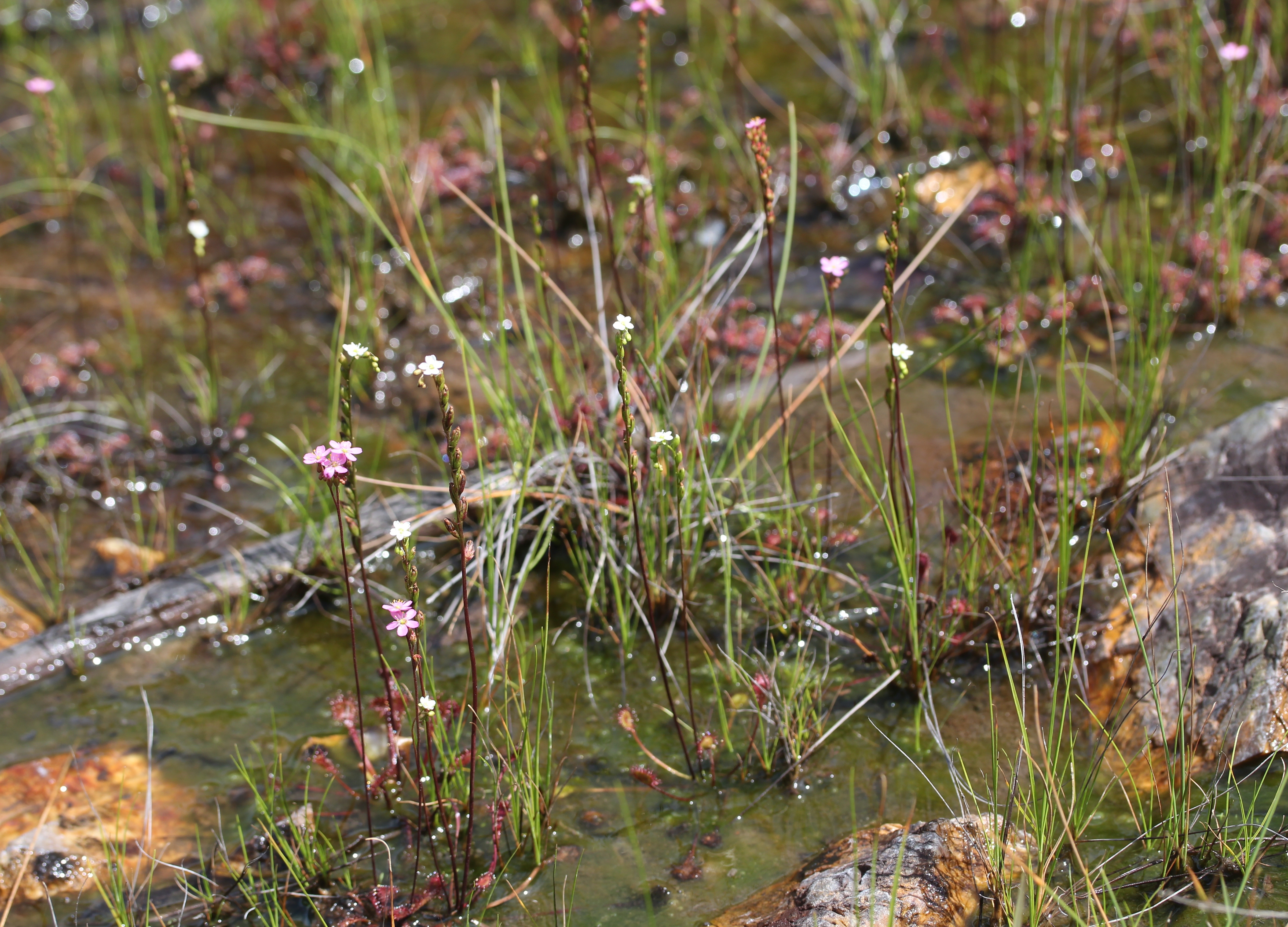
モウセンゴケと一緒に生えている
白い花で葉柄の先に丸い葉があるものがモウセンゴケ

本州の北陸、東海、および中国地方と四国から知られる。さらに九州からもそれらしい報告があるが、精査は行われていない。コモウセンゴケは宮城県以南、琉球列島にまで分布するので、本種はこれに較べるとずっと限られた分布域を持つことになる。
日当たりのよい酸性の湿地に生える。この点、モウセンゴケもコモウセンゴケも同様なのであるが、コモウセンゴケの方が水浸しでない環境を好むとされる。本種はコモウセンゴケより含水量の多い場所によく生育し、これは以下に述べるように本種がこれら2種の雑種に起源を持つことから、コモウセンゴケがモウセンゴケのゲノムを獲得することでより湿った土壌に適応するようになったとも考えられる。

## 分類など
コモウセンゴケとごく似たものであり、形態的に区別するのは難しい。区別点としてはコモウセンゴケの葉は葉柄と葉身の区別がほとんどないが、本種では多少とも区別できること、葉柄部分に腺毛がないこと、托葉が4裂(コモウセンゴケは3裂)、種子がより大きいこと(コモウセンゴケでは0.3-0.4mm×0.16mm)などの違いがある。葉の形についてはコモウセンゴケと区別できない場合もあるが、線毛のでる位置については両者は区別できるともいう。なお、モウセンゴケは葉身が倒卵状円形で基部は細い柄となり、本種やコモウセンゴケとははっきり区別できる。

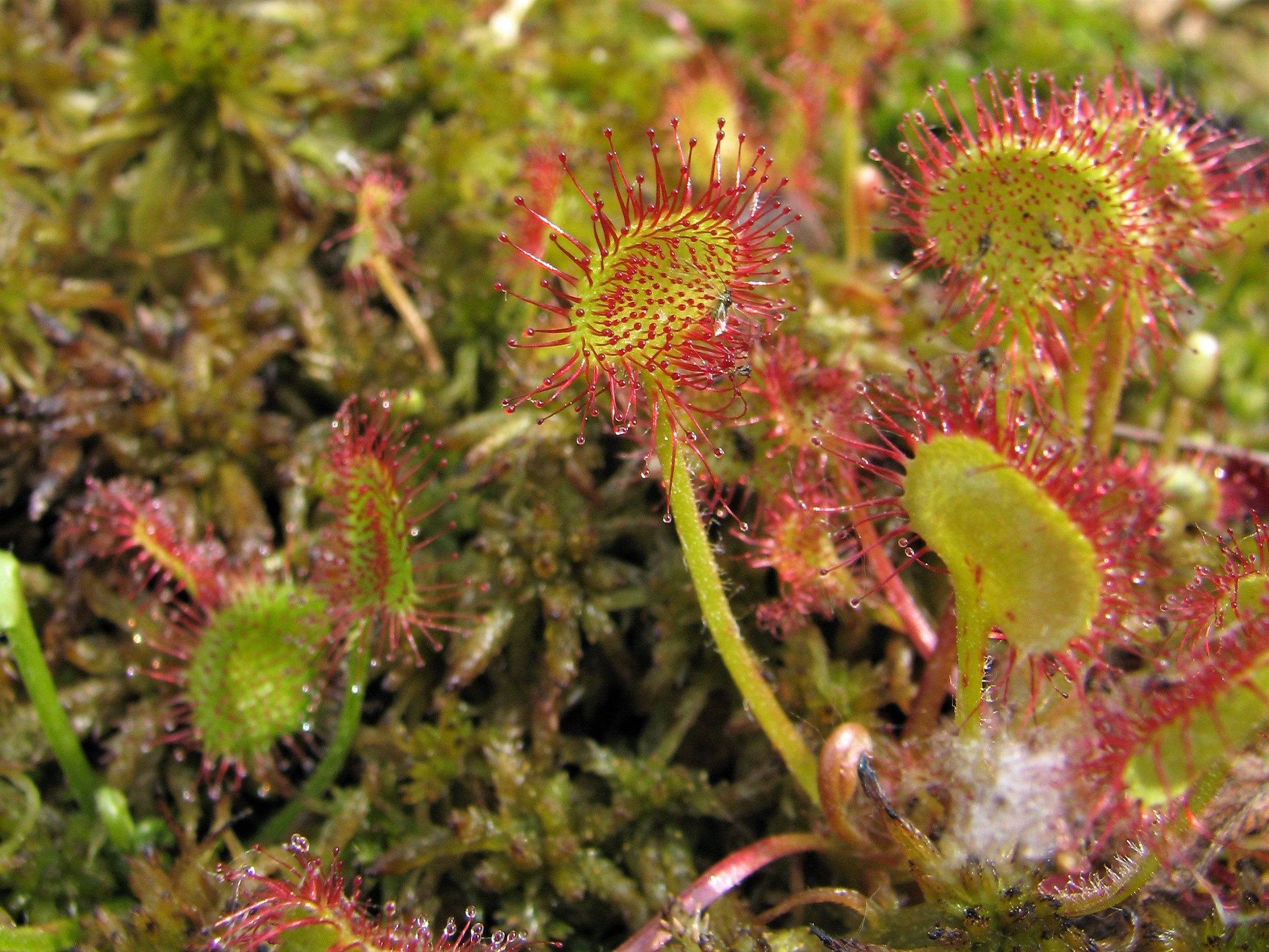
モウセンゴケの葉
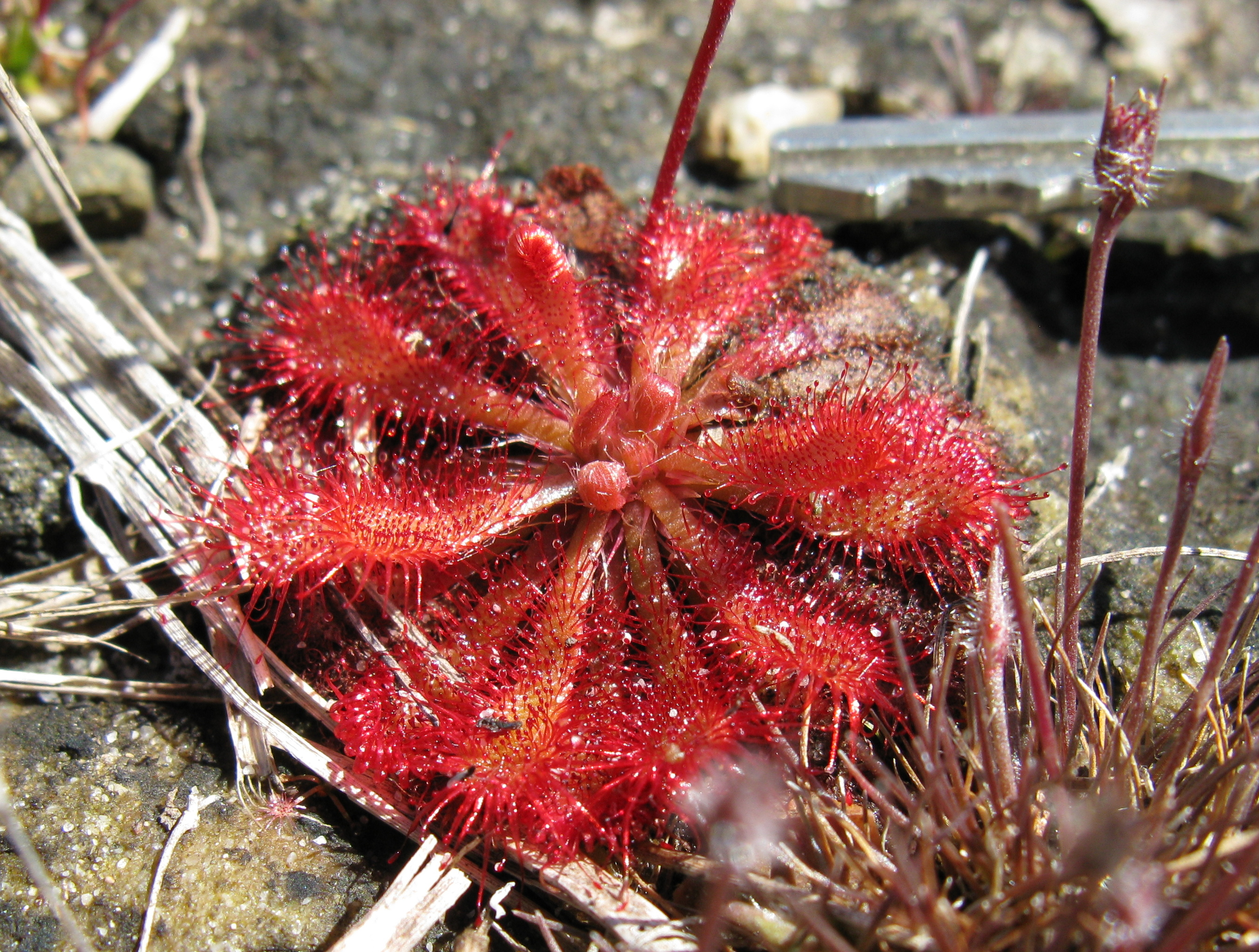
コモウセンゴケの葉
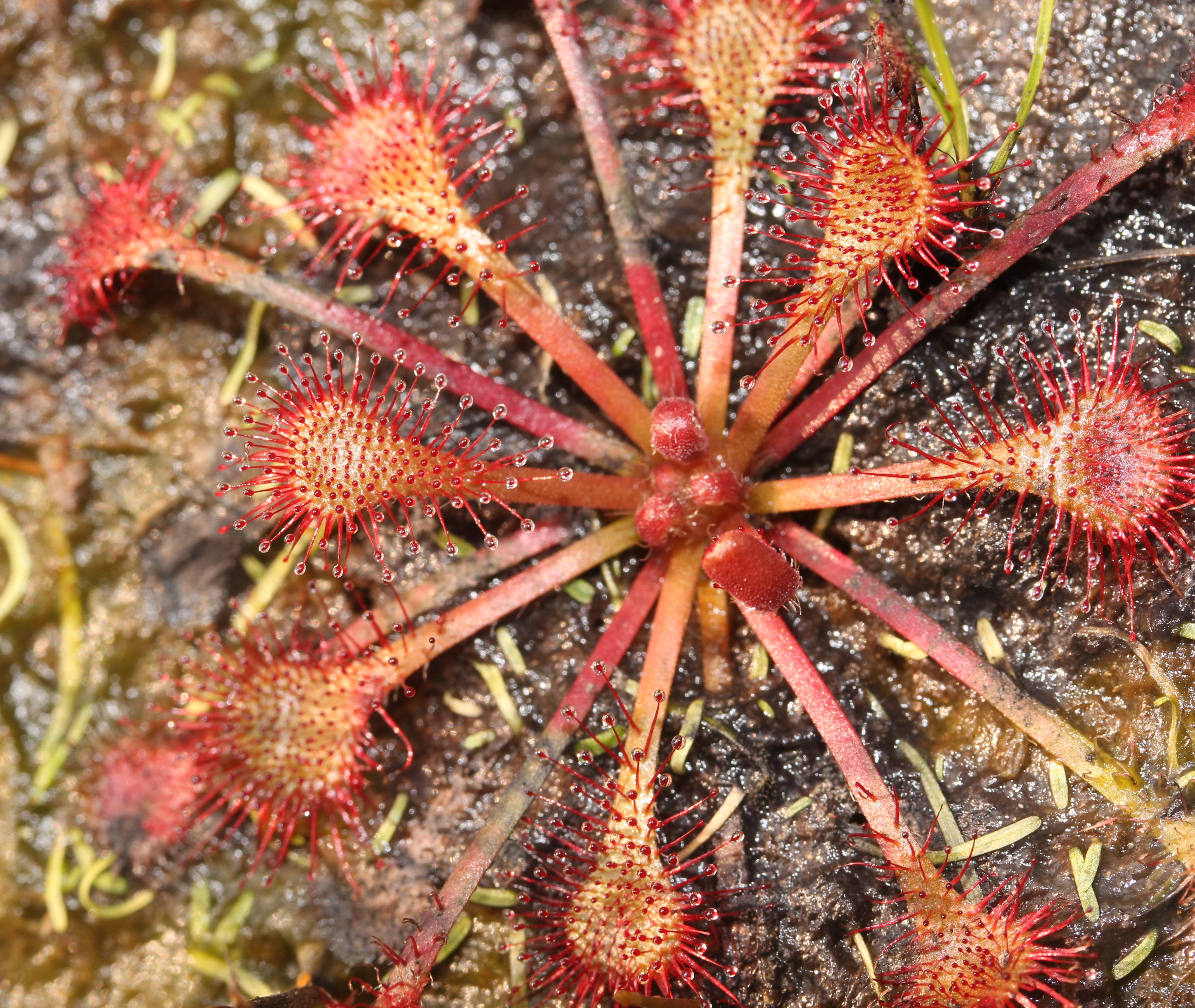
本種の葉・やや葉柄が長いタイプ
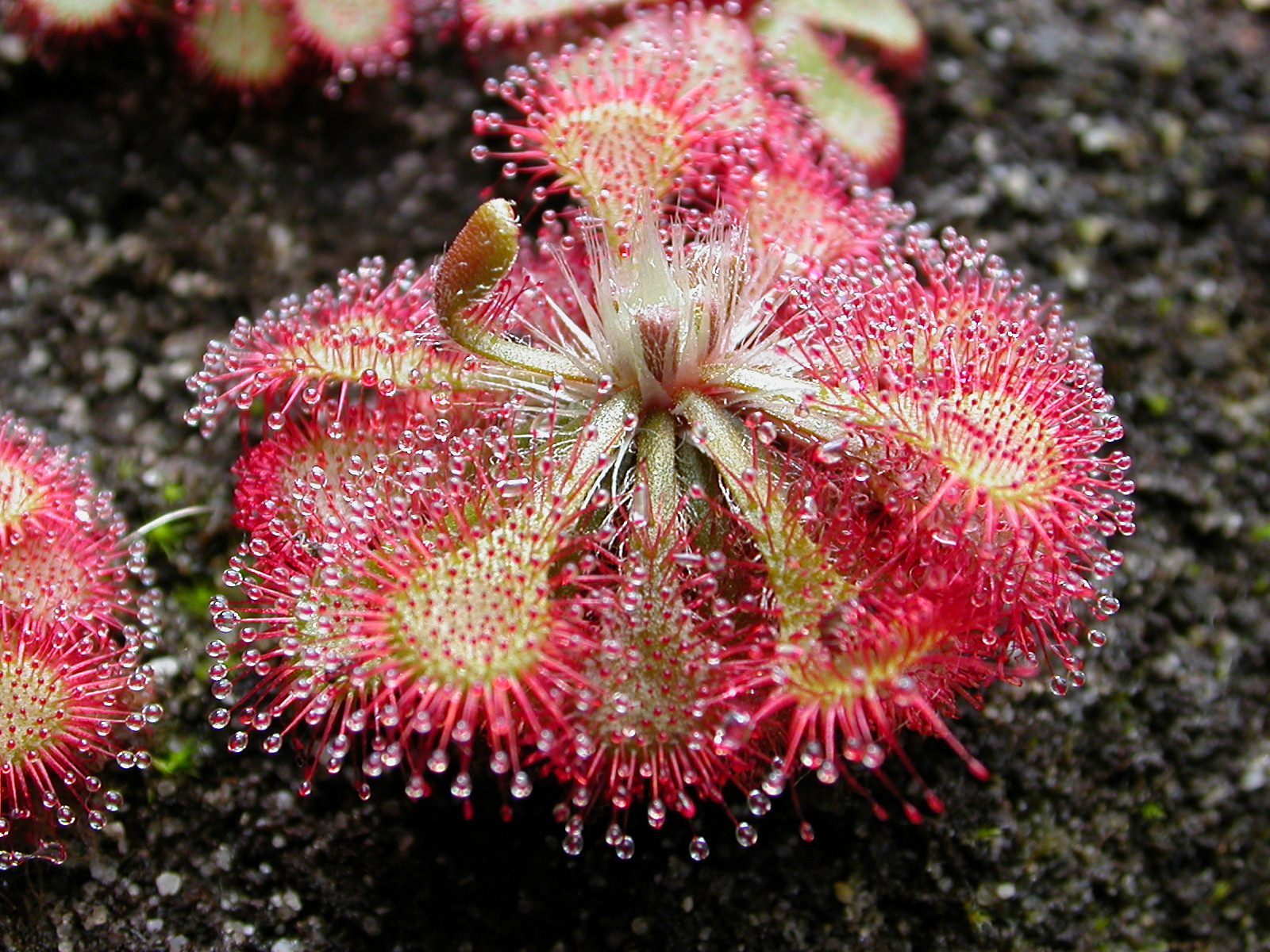
本種の葉・葉柄が短いタイプ

ただし本種にも地方変異があり、関西地方のものは東海のものに較べてコモウセンゴケに近い形であるといい、線毛の配置についてもコモウセンゴケほどではないが東海のそれより葉柄側に広く存在するが、このような差異が起源の違いによるのか、本種が成立した後に変化したものかなど、多くの問題が解決されていない。
やっかいなことに本種とコモウセンゴケの更に中間的なものがあり、両者の雑種と考えられている。これをヒュウガコモウセンゴケと言い、本種の亜種 subsp. hyugaensis Seto と位置づけられており、四国と九州から知られている。

### 遺伝的関係
愛知と兵庫での染色体の観察によると、モウセンゴケは 2n = 20 の2倍体、コモウセンゴケは 2n = 40 の4倍体、本種は 2n = 60 の6倍体であった。また染色体の大きさに顕著な差があったためにこれらをLとSで示すと、モウセンゴケの核型は 2n=20=20S、コモウセンゴケは 2n = 40 = 40L、本種のそれは 2n = 60 = 20L + 40S で示されるものだった。また減数分裂はいずれのものでも正常に進行していた。つまり本種の持つ染色体の大きい方はモウセンゴケ、小さい方はコモウセンゴケに由来すると考えれば、本種はこの両種の雑種に由来し、それがさらに倍数化したもの、雑種複2倍体起源の分類群であると考えることが出来る。
また、葉緑体DNAの分析によると、本種のそれはコモウセンゴケのものに一致し、コモウセンゴケが本種の唯一の母親種であることを示すと考えられる。

## 経緯
日本産のコモウセンゴケに2つの型があることは古くから知られていたことであった。1つは葉の形がへら型で葉柄の部分にまで毛があるもので、これは従来のコモウセンゴケ D. spathulata の記載によく一致する。これは宮城県以南に広く分布する。他方、東海地方を中心とする地域には葉の形が円形に近くて葉柄が区別でき、しかもその部分が無毛である型が見られる。この葉柄のある型を関西型と称し、前者の方を関東型と呼ぶことは1970年代から始まった。1978年に　関西型、つまり本種はコモウセンゴケの亜種との判断から、D. spathulata ssp. tokaiensis として記載され、和名としてはカンサイガタコモウセンゴケを提唱された。これに呼応して染色体の研究も行われ、関西型が 2n = 60 であり、関東型が　2n = 40 であることも知られるようになった。このようなことを踏まえ、その上で形態的、細胞学的な精査を行った中村、植田(1991)はむしろ本種を独立種と判断した。同時に上記の和名を『通称名をそのまま採用』したもので『標準和名としては不適当』との理由で頭記の和名を示している。

## 保護の状況
環境省のレッドデータブックでは取り上げられていないが、各府県単位では福井、滋賀、岐阜、京都など数県で指定されている。分布域の辺縁部での指定と思われる。

## 問題点
中村・植田(1991)は本種に関わって以下のような問題を指摘している。
本種は従来はコモウセンゴケと判断され、そのように記録されてきた。しかし東海から近畿においては本種であった可能性が大いにあり、むしろ本種であった可能性の方が大きい。しかし確認しようにも、本種らの生息環境である湿地が大いに失われており、そのような場所のものは、その標本が残されていない限りは確かめることが不可能となっている。しかも日本ではそのような標本管理の施設が不十分であり、今後は公的機関で永続性のある標本の蓄積というものが重要になる、と言うものである。

## 人とのかかわり
観賞用に栽培される。最低半日は直射日光が当たる場所に置き、休眠している冬でも腰水をする。雑種であるが、交配元とされるモウセンゴケとコモウセンゴケ両種に備わっている、たくさんの種子が実るという形質を受け継いでいるため本種も種子でよく増える。また本種にはアレルギーを抑制する物質がモウセンゴケやコモウセンゴケより多く含まれていることから創薬に向けて研究されている。